# Paul Ruto
Paul Ruto (3 november 1960) is een voormalig Keniaanse atleet.

## Levensloop
Paul Ruto komt uit het Nandi-district. Hij is een laatbloeier in de atletiek. Zijn eerste 800 m liep hij in 1985 in 1.51,9. Op 30-jarige leeftijd bedroeg zijn persoonlijk record 1.47,0 minuten. In 1991 liep hij 1.44,92, in 1992 1.44,33 en in 1993 1.44,65.
Meestal was hij haas voor andere lopers. Toen hij in Durban individueel aan de start in verband met het Afrikaanse kampioenschap 800 m in 1993 behaalde hij een zilveren medaille in 1.45,99 achter zijn landgenoot Samuel Kibet Langat. Op het WK 1993 in Stuttgart anderhalve maand later kwalificeerden drie Kenianen zich voor de finale. Naast Ruto plaatsten ook titelverdediger van het WK 1991 Billy Konchellah en de olympisch kampioen (1992) William Tanui zich. Paul Ruto liet zien wat hij als haas ook altijd liet zien, namelijk met hoge snelheid starten. Hij nam bij de start meteen de leiding en lag na 600 meter meters voor, terwijl de grootste favoriet Billy Konchellah nog altijd op de laatste plek lag. Hoewel Konchellah de laatste 200 meter een versnelling plaatste en tijd goed maakte ten opzichte van Ruto moest hij toch genoegen nemen met een derde plaats. Ruto versloeg met 1.44,71 de Italiaan Giuseppe D'Urso (zilver) en werd wereldkampioen.

## Titels
- Wereldkampioen 800 m - 1993

## Persoonlijke records
Outdoor
| Onderdeel | Prestatie | Datum            | Plaats |
| --------- | --------- | ---------------- | ------ |
| 800 m     | 1.43,92   | 5 september 1993 | Rieti  |
| 1 mijl    | 4.05,19   | 1993             |        |

Indoor
| Onderdeel | Prestatie | Datum         | Plaats  |
| --------- | --------- | ------------- | ------- |
| 800 m     | 1.50,94   | 12 maart 1993 | Toronto |

## Palmares

### 800 m
- 1993:  Afrikaanse kampioenschappen - 1.45,99
- 1993:  WK - 1.44,71
- 1994:  Goodwill Games - 1.47,01

1983 Willi Wülbeck ·
1987 Billy Konchellah ·
1991 Billy Konchellah ·
1993 Paul Ruto ·
1995 Wilson Kipketer ·
1997 Wilson Kipketer ·
1999 Wilson Kipketer ·
2001 André Bucher ·
2003 Djabir Saïd-Guerni ·
2005 Rashid Ramzi ·
2007 Alfred Kirwa Yego ·
2009 Mbulaeni Mulaudzi ·
2011 David Rudisha ·
2013 Mohammed Aman · 
2015 David Rudisha · 
2017 Pierre-Ambroise Bosse · 
2019 Donavan Brazier · 
2022 Emmanuel Korir · 
2023 Marco Arop